# Geraldine Page
Geraldine Sue Page, född 22 november 1924 i Kirksville i Missouri, död 13 juni 1987 i New York i New York, var en amerikansk skådespelare.

## Biografi
Geraldine Page var dotter till en läkare. Hon började sin skådespelarkarriär genom att framträda med olika teatersällskap och fick sitt genombrott på scen 1952 genom ett minnesvärt framträdande med ett "off-Broadway"-teatersällskap i Summer and the Smoke.
Geraldine Page hade stora framgångar på såväl scen som film, men hon framträdde oregelbundet och blev känd för att tacka nej till roller som inte passade hennes smak eller sinnesstämning.
Hon nominerades för en Oscar åtta gånger innan hon slutligen erhöll utmärkelsen 1985 för sin roll som den åldrande änkan i Resan till Bountiful.
Från 1963 fram till sin död var hon gift med skådespelaren Rip Torn.

## Filmografi i urval
- 1954 – Hondo
- 1961 – Flyende sommar
- 1962 – Ungdoms ljuva fågel
- 1965 – En man för Eva
- 1971 – Korpral McB - anmäld saknad
- 1972 – Varning! äktenskap pågår
- 1975 – Gräshopporna
- 1977 – Bernard och Bianca (röst)
- 1978 – Interiors
- 1985 – Resan till Bountiful
- 1985 – Vita nätter